# Алессандро Піттін
Алессандро Піттін (італ. Alessandro Pittin; нар. 11 лютого 1990, Тольмеццо, Італія) — італійський двоборець, бронзовий призер Олімпійських ігор 2010 у Ванкувері.
Алессандро став першим італійцем, котрий виборов медаль на Олімпійських іграх в змаганнях з лижного двоборства.